# ペリプルス
ペリプルス（ラテン語：Periplus, ペリプルス）とは、船舶による島・大陸・世界などを周る旅、およびそれを記録した本のこと。つまり、周航記、航海記。語源はギリシャ語のπερίπλους periplous （περί [peri, 周囲] + πλέω [pleō, 航海する] ) で、意味は「船で回る」。
ペリプルスは元々、港や沿岸の陸標を、おおよその距離とともに、リスト化した手書きの記録だった。ローマ時代の道程記（Itinerarium）と同じで、船の船長はそれを頼りに海岸沿いを航行した。ギリシアの航海者たちはそこにさまざまな情報を付け加えた。もしその人が専門の地理学者であったならば（多くがそうだったが）、そこにはそれぞれの場所の地理の情報が書き加えられた。その意味では、ペリプルスは一種の航海日誌といえる。
ペリプルスのもっとも古いものは、ギリシアの歴史家ミレトスのヘカタイオスの本『Ges Periodos（地球を回る旅、世界概観）』で、ヘロドトスやトゥキディデスの著作も複数のペリプルスに基づいたように見える箇所を含んでいる。

## 現存するペリプルス
- 紀元前6世紀のカルタゴ人、航海者ハンノのペリプルス - 現在のモロッコからギニア湾までのアフリカ沿岸のことが書かれてある。
- マッサリオテ・ペリプルス（Massaliote Periplus） - 大西洋に面したヨーロッパ（Atlantic Europe）沿岸の交易路。おそらく紀元前6世紀のもの。
- マッサリアのピュテアス（紀元前4世紀）のペリプルス『大洋（Περί του Ωκεανού）』 - 現存していないが、ラテン語著作家による抜粋と引用が残っている。
- 偽スキュラクスのペリプルス（Periplus of Pseudo-Scylax） - 紀元前4世紀か紀元前3世紀のものと考えられている。
- キオスのスキュムノスのペリプルス - 紀元前110年頃。

- 『エリュトゥラー海案内記』 - 1世紀のローマ帝国支配下のアレクサンドリア人の作。紅海（エリュトゥラー）海岸線の旅行案内書。いずれの旅もエジプトのベレニケ港（現在のハルガダの400km南）からスタートし、インド海岸、ガンジス川、アフリカ東海岸（アザニアと呼ばれる）まで書かれてある。
- 『黒海周航記』（Periplus Ponti Euxini） - 黒海沿岸の交易ルート。2世紀初期に、アッリアノスが書いた。

## 海戦の戦術
古代ギリシアの海軍が用いた戦術にも「ペリプルス」という語が使われる。（三段櫂船を参照）